# Caspar-Werke

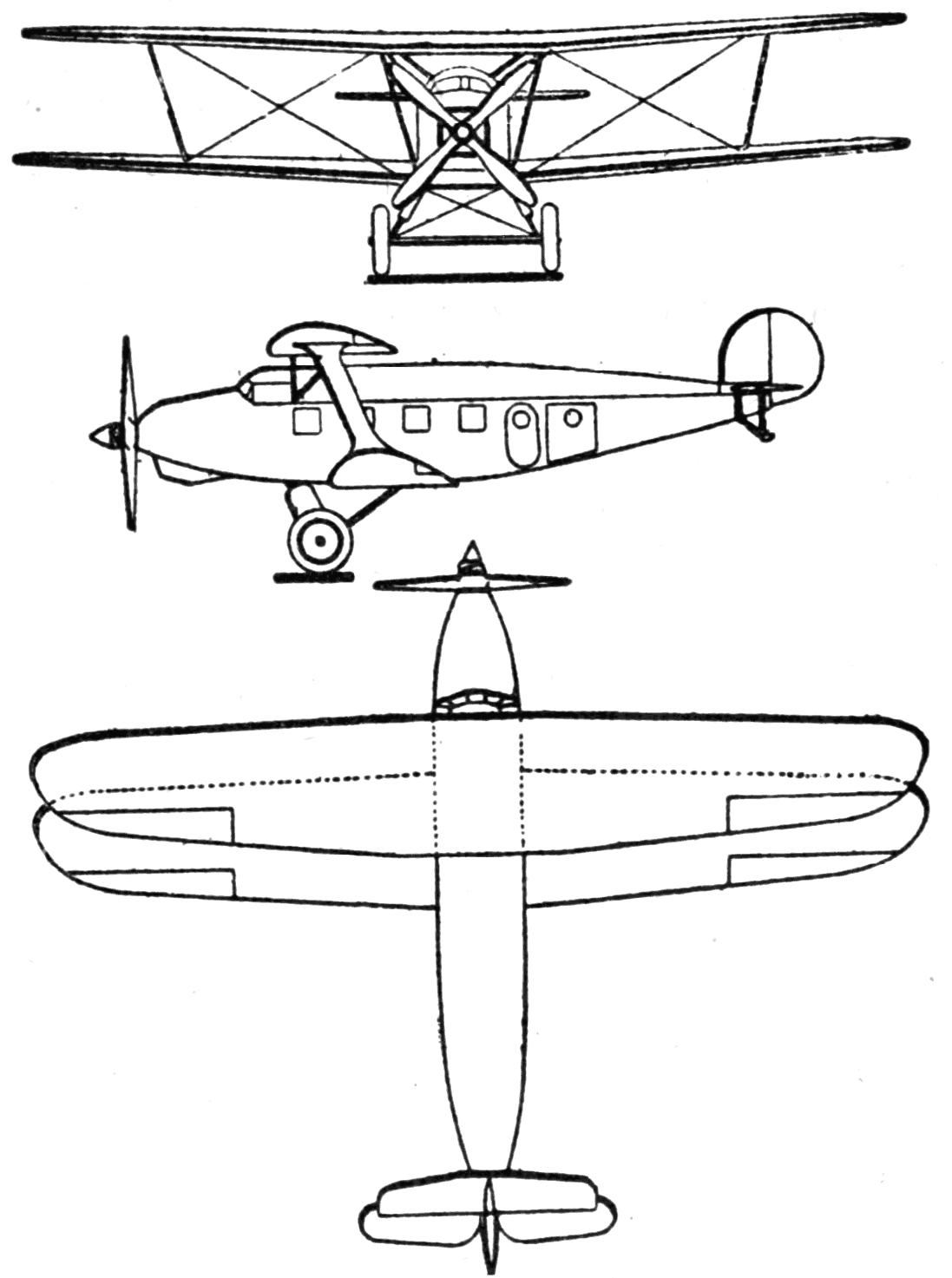
Caspar C35 Priwall, 1928

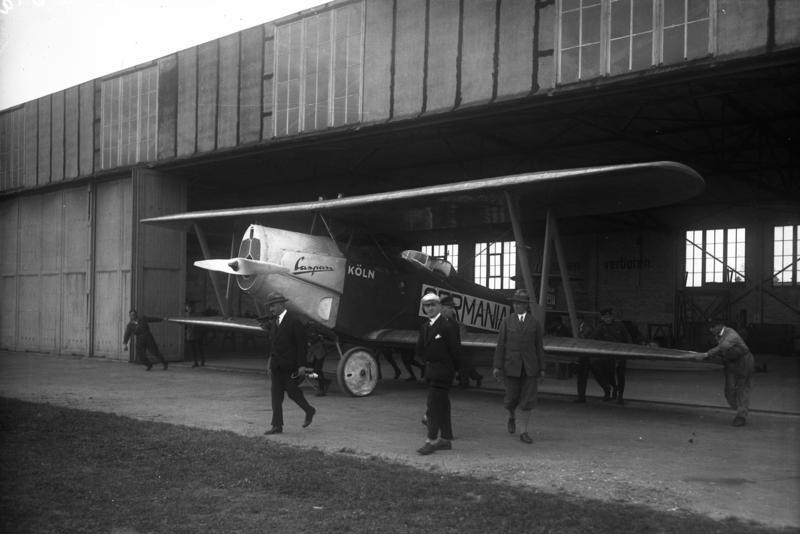
Flygplanet "Germania", en Caspar C32, fluget av Otto Könneke, 1927

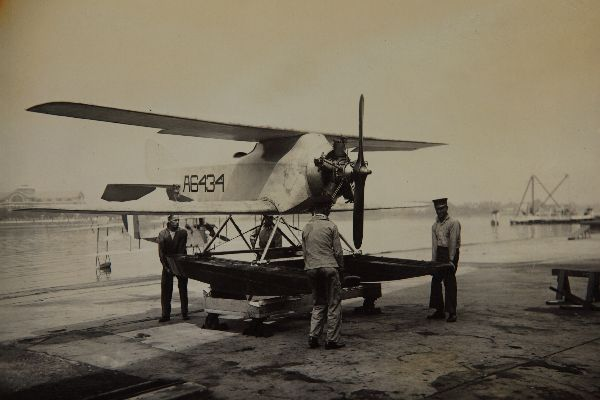
Caspar U-1, 1923

Caspar-Werke AG i var en tysk flygplansfabrik i Travemünde.
Företaget bildades 1921 för att bedriva tillverkning av flygplan konstruerade vid Hanseatische Flugzeugwerke Karl Caspar AG.
Företaget var verksamma i Fokkers tidigare fabriksanläggningar med tillverkning av sjöflygplan av Hansatyp. Chefskonstruktör vid bolaget var Ernst Heinkel som bland annat konstruerade ett par prototypflygplan med vikbara vingar för basering på ubåtar. När Heinkel lämnade företaget i slutet av 1921 för att starta eget, övertogs konstruktionsarbetet av Karl Theiss. Under Theiss ledning konstruerades ett av världens första besprutningsflygplan (C.32) som kunde medföra en last på 900 kilo bekämpningsmedel. År 1927 lanserades passagerarflygplanet C.35 Priwall, som bland annat användes av Deutsche Luft Hansa som transportflygplan. På grund av uteblivna order av företagets produkter upphörde verksamheten vid Caspar-Werke 1928.

## Flygplan tillverkade vid Caspar-Werke
- Caspar S.1
- Caspar LJ 1
- Caspar U 1
- Caspar U 2
- Caspar CLE 11
- Caspar CT-1
- Caspar CLE 12
- Caspar C 17
- Caspar C 23
- Caspar C 24
- Caspar C 26
- Caspar C 27
- Caspar C 30
- Caspar C 32
- Caspar C 35
- Caspar C 36